# Gúzs Imre
Gúzs Imre (Köpec, 1936. február 9. – Szatmárnémeti, 2013. december 28.) erdélyi magyar író, újságíró, színikritikus.

## Életútja
Középiskolát Brassóban és Sepsiszentgyörgyön végzett (1954), a Bolyai Tudományegyetemen történelemtanári oklevelet szerzett (1958). Pályáját az erdődi líceumban kezdte, Nagybányán és Szatmáron folytatta, ahol a Bányavidéki Fáklya (1963–66) és a Szatmári Hírlap (1968–74) művelődési rovatát vezette, majd általános iskolába helyezte a Ceaușescu-diktatúra, Pusztadarócra. Az 1989-es romániai forradalom után a Szatmári Friss Újság főmunkatársa és a Szamoshát alapító szerkesztője lett.
Első írásával az Utunkban jelentkezett (1966), riportjait és publicisztikai írásait az Előre, A Hét közölte. Forrás-kötete A furulyás című novellagyűjtemény (1968). Regénnyel is próbálkozott (A fehér hajú leány. 1970), további kötetei szerint azonban műfaja a rövidebb terjedelmű elbeszélés. Újabb munkái: Otthoni emberek (Kolozsvár, 1977); A sárkány hetedik feje és más írások (1980), A csend napszámosa. (1986). 2000-ben Oláh Ilona Helena A lélek őszinte üzenete című verseskötetéhez Gúzs Imre írt utószót (Szatmárnémeti).

## Művei
- A furulyás. Elbeszélések, novellák; bev. Fodor Sándor; Irodalmi, Bukarest, 1968 (Forrás)
- A fehér hajú lány. Kisregény; Kriterion, Bukarest, 1970
- Otthoni emberek. Novellák; Dacia, Kolozsvár-Napoca, 1977
- A sárkány hetedik feje és más írások; Creangă, Bukarest, 1980 (Beszélő tükör)
- A csend napszámosa. Karcolatok, novellák; Dacia, Kolozsvár-Napoca, 1986
- Elsüllyedt évek hordaléka. Egy nemzedék vesszőfutása; Identitas Alapítvány, Szatmárnémeti, 2003
- Oláh Ilona–Gúzs Imre: Határon innen, határokon túl; Profundis, Szatmárnémeti, 2003
- Végvári hangulatok. Irodalmi antológia; szerk. Gúzs Imre; Profundis, Szatmárnémeti, 2005